# En marchant
En marchant o Walking és un curtmetratge d’animació canadenc del 1968 dirigit i produït per Ryan Larkin per al National Film Board of Canada, compost de vinyetes animades de com caminen diferents persones.
Després del treball de Larkin a Dans le labyrinthe per a l'Expo 67, Larkin va presentar una proposta a l'NFB per a un curtmetratge basat en esbossos de gent caminant. Va trigar dos anys a fer la pel·lícula, el doble del que s'esperava, ja que estava perfeccionant noves tècniques de sumi-e per no repetir les seves pel·lícules anteriors. També estava absorbit en l'exploració dels moviments i el comportament humà, fins i tot instal·lant miralls al seu petit estudi per estudiar els seus propis moviments.
Va ser nominat per a un Oscar al millor curtmetratge d'animació als Premis Oscar de 1969. També apareixen fragments de la pel·lícula al curt guanyador de l'Oscar sobre Larkin, Ryan.
En marchant va ser un dels set curts d'animació de la NFB adquirits per l'American Broadcasting Company, marcant la primera vegada que les pel·lícules de la NFB es venien a una important cadena de televisió esetatunidenca. Es va emetre a ABC a la tardor de 1971 com a part del programa de televisió infantil Curiosity Shop, produït per Chuck Jones.

## Premis
- 21ns Canadian Film Awards, Toronto: Premi Genie a la millor pel·lícula d'animació 1969
- Festival Internacional de Cinema de Chicago, Chicago: Hugo d'or a la millor pel·lícula d'animació, 1969
- American Film and Video Festival, Nova York: Blue Ribbon, 1969
- Adelaide International Film Festival, Adelaida: Silver Southern Cross Plaque, 1969
- Festival de Cinema de Cracòvia, Cracòvia: Premi del Comitè de Cinema de Ciència i Art, 1969
- Golden Gate International Film Festival, San Francisco: Certificat de Mèrit, Curtmetratges, 1969
- Festival Internacional de Cinema Infantil de La Plata, La Plata: Menció Honorífica, 1969
- Festival Internacional de Cinema de Melbourne, Melbourne: Silver Boomerang – Silver Boomerang, 1970
- Festival de Cinema de Salern, Salern: Diploma de Mèrit, 1970
- Setmana Internacional del Cinema en Color, Barcelona: Medalla de Plata, 1970
- Festival Internacional de Cinema de Roshd, Teheran: Golden Delfan - Estrena general, nens i joves, 1971
- Festival de curtmetratges de San Francisco, San Francisco: Certificat de mèrit en reconeixement de la qualitat artística i la importància de l'obra de Ryan Larkin per a la pel·lícula Walking, 1976
- Festival de curtmetratges de San Francisco, San Francisco: Certificat de mèrit en reconeixement de la qualitat artística i la importància de l'obra de Raymond Dumas per a la pel·lícula Walking, 1976
- Festival de curtmetratges de San Francisco, San Francisco: Certificat de mèrit en reconeixement de la qualitat artística i la importància de l'obra de William Wiggins per a la pel·lícula Walking, 1976
- Premis Oscar de 1969, Los Angeles: Nominat: Oscar al millor curtmetratge d'animació, 1970[4]

## Obres citades
- Evans, Gary. In the National Interest: A Chronicle of the National Film Board of Canada from 1949 to 1989.  University of Toronto Press, 1991. ISBN 0802027849.